# ひかる (声優)
ひかるは日本の女性声優。主にアダルトゲームに声をあてている。

## 出演作品
太字は主役・メインキャラクター

### ゲーム

#### 2005年
- 少女連鎖 〜Heart of the distortion〜（鹿神 まゆら）[1]
- 水仙花（矢上 裕子）[2]
- 人妻お忍び旅行 〜奥様たちの濡れた夜〜（春日野 多恵）[3]

#### 2006年
- 魔法少女マナ（滝沢 綾乃）[4]
- めっちゃママ（秋代）

#### 2007年
- 少女連鎖2 -童貞少年・快楽調教責め-（鹿神 まゆら）[5]

#### 2009年
- 無差別恋愛 〜ボクって玩具?〜（工藤 恵美）

#### 2011年
- 巨乳性奴会長 恥辱の白濁黒タイツ 〜こんな奴のオカズになるなんて!〜（サクラ）[6]